# Cao Ly Hi Tông
Cao Ly Hi Tông (Hangul: 고려 희종; chữ Hán: 高麗 熙宗; 21 tháng 6 năm 1181 – 31 tháng 8 năm 1237, trị vì 1204 – 1211) là quốc vương thứ 21 của vương triều Cao Ly. Ông là vương tử trưởng của Cao Ly Thần Tông và Tuyên Tĩnh Vương hậu. Ông có tên húy là Vương Anh (왕영, 王韺), Vương Đức (왕덕; 王悳), tự là Bất Bi (불피; 不陂). Ông ban đầu được tôn miếu hiệu là Trinh Tông (정종; 貞宗), về sau mới cải thành Hi Tông.
Khi Thần Tông lên ngai vàng đã phong ông làm Thái tử, ông đã nổi dậy chống lại Thôi Trung Hiến (최충헌), lãnh đạo quân binh lúc bấy giờ, và đệ của ông ta là Thôi Trung Túy (최충수). Hi Tông có lòng thù hận lớn đối với họ sau khi Trung Túy buộc thái tử phi phải thoái vị để ông ta đưa con gái của mình thế chỗ. Trong cuộc nổi dậy, Hi Tông đã đạo diễn một kế hoạch để khiến cho Trung Hiến giết chết Trung Túy, song Trung Hiến đã biết về điều này. Hi Tông đã buộc phải cầu xin sự tha thứ và hạ mình trước người mà ông khao khát trả thù.
Khi vua Thần Tông ngã bệnh vào năm 1204, ông đã thoái vị để đưa Hi Tông lên ngôi. Hi Tông biết rằng mình phải tạo cho Thôi Trung Hiến một cảm giác sai về bảo an nếu muốn có cơ hội giết chết ông ta, và vị vua mới đã phong cho người này một tước hiệu phần lớn được trao trong thời kỳ quan binh nắm quyền, và thậm chí là phong thụy hiệu cho cha của Trung Hiến. Hi Tông cũng ban tên cho Trung Hiến, vinh dự lớn nhất vào thời điểm đó, và thường chỉ dành cho thân nhân của quốc vương. Với hai tước hiệu này, Thôi Trung Hiến có quyền lực chính trị gần ngang bằng với bản thân vua. Ôn đã sử dụng nó để đè bẹp 3 cuộc nổi dậy, một do các nông nô của ông lãnh đạo, một của dân quân Tân La, và một do cháu trai của ông lãnh đạo.
Thôi Trung Hiến trở nên an tâm hơn với các vị trí mới, trong khi đó Hi Tông bắt đầu chuẩn bị. Cáo bệnh, ông đã đánh lừa được Thôi Trung Hiến vào cung một mình mà không có cận binh bên cạnh. Khi ông ta đến, Hi Tông cho tiến hành một cuộc binh biến. Tuy nhiên, sự việc đã thất bại và Thôi Trung Hiến đã trốn thoát. Giận dữ, ông đưa Hi Tông đến đảo Tử Yên (紫燕島).
Hi Tông mất khi được 56 tuổi, truy thụy là Nhân Mục Thành Hiếu Đại Vương (仁穆成孝大王), táng tại Thạc lăng (碩陵). Anh họ của ông kế vị ngai vàng, là vua Cao Ly Khang Tông.

## Gia đình
- Cha: Cao Ly Thần Tông.
- Mẹ: Tuyên Tĩnh Vương hậu (선정 왕후; ? – 1222), con gái của Giang Lăng công Vương Uẩn. Uẩn là chắt nội của Cao Ly Văn Tông và là cháu nội của Tương Hiến vương Vương Đào. Bà là em của Nghị Tông Trang Kính Vương hậu và Minh Tông Quang Tĩnh Vương hậu.
- Thê tử:
  - Phế Thái tử phi, là con gái của Xương Hòa hầu Vương Hựu (창화후 왕우) và Thọ An Cung chúa (수안궁주)[1].
  - Thành Bình Vương hậu (성평왕후; ? – 1247), con gái của Ninh Nhân hầu Vương Chân (영인후 왕진) và Diên Hi Cung chúa (연희궁주)[1].
    1. Xương Nguyên công Vương Chỉ (창원공 왕지; 1197 – 1262), được phong Thái tử (1204). Ông cũng bị đày tới Nhân Châu, giáng làm Xương Nguyên hầu (昌原侯), về sau nâng lên tước Công.
    2. Thủy Ninh hầu Vương Y (시령후 왕의), phong Thủy Ninh hầu (始寧侯) năm 1204, bị đày đến huyện Bạch Linh.
    3. Khánh Nguyên công Vương Tộ (경원공 왕조; ? – 1279), thông minh hiểu rộng, là quân sư của Cao Ly Nguyên Tông.
    4. Viên Tĩnh Quốc Sư Vương Cảnh Trí (원정국사 왕경지), xuất gia.
    5. Trùng Minh Quốc Sư Vương Giác Ưng (충명국사 왕각응), xuất gia.
    6. An Huệ Vương hậu (안혜왕후; ? – 1232), vương hậu của Cao Ly Cao Tông, mẹ sinh của Cao Ly Nguyên Tông.
    7. Vĩnh Xương Cung chúa (영창공주), lấy Đan Dương quân Vương Tư (단양백 왕서)[2]. Con trai là Trường Dương công Vương Trí (장양공 왕지).
    8. Đức Xương Cung chúa (덕창궁주), lấy Thôi Chuyên, họ hàng của Thôi Trung Hiến.
    9. Gia Thuận Cung chúa (가순궁주), lấy Tân An công Vương Toàn (신안공 왕전), sinh Khánh Xương Cung chủ, thứ phi của Cao Ly Nguyên Tông.
    10. Trinh Hi Cung chúa (정희궁주), lấy Vĩnh An công Vương Hy (영안공 왕희).